# 구로다 교코
구로다 교코(일본어: 黒田 今日子, 1969년 5월 8일 ~ )는 일본의 은퇴한 여자 축구 선수이다.

## 국가대표팀 경력
그녀는 1989년 1월12일 핀란드과의 경기에서 일본 국가대표팀에 데뷔했다. 1990년과 1994년 아시안 게임 은메달 획득, 1991년 AFC 여자 축구 선수권 대회 준우승에 기여했으며 1991년 FIFA 여자 월드컵에도 출전했다. 그녀는 1994년까지 국제 A매치 21경기에 출전해서 7득점을 넣었다.

## 통계
| 일본 | 일본 | 일본 |
| 연도 | 출전 | 득점 |
| ---- | ---- | ---- |
| 1989 | 4    | 6    |
| 1990 | 2    | 1    |
| 1991 | 11   | 0    |
| 1992 | 0    | 0    |
| 1993 | 0    | 0    |
| 1994 | 4    | 0    |
| 통산 | 21   | 7    |